# Глоттогония
Глоттого́ния (от др.-греч. γλῶττα — язык + γονή — рождение), глоттогене́з (от γλῶττα — язык + γένεσις — происхождение) — исторический процесс происхождения, формирования и становления как человеческого естественного звукового языка, языковой семьи, так и языков отдельных этносов.

## История вопроса
Вопрос о происхождении языка интересовал ещё мыслителей античности. Некоторые из них отстаивали естественный, «природный» характер языка (теория «фюсей» — «по природе»), а другие говорили о его условном, искусственном характере (теория «тесей» — «по положению», «по установлению»).
Эти два направления фактически продолжали существовать до XIX века. Важным шагом стала выдвинутая Л. Нуаре трудовая теория происхождения языка, согласно которой язык возник в процессе совместной трудовой деятельности первобытных людей как одно из средств оптимизации и согласования этой деятельности. Эту же теорию развивал и К. Бюхер, который считал, что язык произошел от «трудовых выкриков», сопровождавших акты коллективного труда. Ф. Энгельс в своей работе «Роль труда в процессе превращения обезьяны в человека» (1876) также высказывал мысль о том, что общение развивается (и затем возникает язык) как необходимое следствие развития производственных и других общественных отношений в трудовом коллективе, когда у людей появляется, что сказать друг другу. В то же время появление языка способствует возникновению высших форм психического отражения и складыванию человеческой личности. Парижское лингвистическое общество в 1866 году было вынуждено запретить полемику о происхождении языка, чтобы избежать бессмысленных споров, так как ни одна из гипотез не могла быть убедительно доказана.
Исследования свидетельствуют о том, что человекообразные обезьяны способны мысленно ставить себя на место другого, приписывать другим особям определённые умственные состояния и целенаправленно манипулировать ими в собственных целях. Экспериментально было доказано, что при необходимости обезьяну можно научить жестам (см. статью Феномен «говорящих» обезьян). Обезьяны в силах освоить жестовый язык примерно на уровне двухлетнего ребёнка.
Одна точка зрения заключается в том, что язык изначально имел звуковой характер и вырос из разного рода естественных вокализаций, присущих предкам людей, другая же точка зрения предполагает, что звуковому языку предшествовал жестовый, который мог сформироваться на основе кинетических и мимических движений, которые широко используют для коммуникации многие современные обезьяны.
Существует целый ряд гипотез относительно возникновения синтаксиса. Одни авторы полагают, что это событие произошло быстро и резко, за счет некоей макромутации, вызвавшей соответствующую реорганизацию мозга. Другие учёные считают его результатом постепенного эволюционного процесса. В современной когнитивной науке универсальная грамматика понимается как встроенное на генетическом уровне знание о языке. Наличие специфических речевых центров в мозге подтверждает предположения о врождённом характере языка и наличии универсальной грамматики. Изучение области Брока выявило, что она активируется только в случае конструирования предложений языка на основе иерархической структуры непосредственно составляющих, и не активируется при конструировании предложений языка, основанного на простом линейном порядке слов, что является сильным аргументом в пользу существования универсальной грамматики.
Некоторые археологи считают, что первые достоверные признаки существования языка появляются лишь в верхнем палеолите (то есть не ранее 40 тысяч лет назад) и связаны с искусством и другими новациями в культуре. Но С. Сэвидж-Рамбо указала, что предположение, что когнитивные способности, необходимые для изготовления орудий, менее сложны, чем способности, требуемые для создания языка, трудно совместимо с тем фактом, что дети начинают говорить несколько раньше, чем они становятся способны конструировать простейшие орудия. Многие археологи, не отрицая возможности существования какого-либо языка уже на ранних стадиях эволюции человека, считают, тем не менее, что полностью современный, развитый синтаксический язык появился лишь у людей современного физического типа, и способствовал развитию их культуры.
Ещё одним важным вопросом является вопрос о том, существовал ли вначале единый прамировой язык, от которого произошли прочие языки, или разные языки возникли независимо в разных группах древних людей.
Парадигмы глоттогенеза — это основные группы современных концепций происхождения языка (глоттогенеза или глоттогонии).

## Основные парадигмы (группы концепций)
C 1980‑х гг. нарастает вал статей, монографий, сборников, конференций, посвященных происхождению языка. Появляются специальные учебные и исследовательские программы, лаборатории, центры, общества, журнальные рубрики, специализированные сайты. Взрывной рост научного интереса и привел к обилию концепций (идей, версий, гипотез, подходов) происхождения языка . Важнейшей линией разделения между группами концепций (как научными парадигмами) является отношение к т. н. языковому Рубикону — принципиальному качественному различию между человеческими языками и коммуникативными системами животных.

### Сальтационизм — парадигма «большого скачка»
Приверженцы сальтационистских концепций (с разовым «большим скачком») делают упор на непреодолимость «Рубикона» в ходе эволюционного развития как постепенного адаптивного изменения (Н.Хомский и др.). Здесь предполагаются либо единичная мутация, либо быстрые радикальные сдвиги в когнитивной сфере, такие как изобретение символизации, логических отношений, рекурсии.

### Континуализм — парадигма непрерывного развития
Противоположный полюс занимают весьма популярные, особенно среди биологов и этологов континуалистские концепции, отвергающие само существования языкового Рубикона. Согласно этому взгляду, восходящему к идеям Ч. Дарвина, многочисленные особенности звуковой и жестовой коммуникации, уже присутствующие у животных, постепенно развивались, комбинировались у предков человека. В результате множества мутаций, развития орудийной деятельности, мозга, гортани, дыхательных мышц и других необходимых компонентов, а также благодаря естественному отбору элементы «языка животных» превратились в членораздельную речь человека. Эта позиция в последние десятилетия подкрепляется результатами сравнения коммуникативных систем животных разных видов, а также относительно успешными опытами обучения шимпанзе и бонобо языку жестов и общению с помощью табличек (графем — условных изображений на клавишах, которые нажимают животные, общаясь с экспериментаторами).
Две указанные позиции обычно непримиримы по отношению друг к другу, но также есть попытки их совмещения.

### Многоступенчатая экосоциальная парадигма
В последние годы набирает силу противостоящая им третья позиция, согласно которой существует несколько этапов подготовки к речи, прорыва к речи и возрастания сложности языка. Здесь языковой Рубикон признается реальным, значительным, но наши предки преодолели его эволюционно, пройдя множество этапов (Мерлин Дональд, К. Лаланд, К.Стерелни, У.Уилдген, Н. С. Розов и др.).
Подъём на каждую ступень артикулированности речи, сложности, точности языка осуществлялся закономерно в связи с «самоодомашниванием», нормативностью, климатическими изменениями, сменой экологических ниш, конструированием новых техноприродных ниш и формированием новых социальных порядков. Таким образом язык, речь, сознание и культура на каждой ступени качественно трансформировались в коэволюции с орудийной деятельностью, освоением огня, способами приготовления пищи, обменами, альянсами и т. д.
Согласно эффекту Болдуина, генно-культурной коэволюции и культурного драйва вследствие массового направленного поведения и многоуровневого отбора менялись генные, нейронные, анатомические (гортань, дыхательные мышцы), психофизиологические (слуховые и речемоторные) структуры.
Само это поведение резонно связывать с каждодневными попытками преодоления непонимания, с переиначиванием и отгадыванием. Соответствующее формирование установок, способностей, навыков концептуализируется в понятиях интерактивных ритуалов (традиция Э. Дюркгейма, И. Гофмана, Р. Коллинза) и интериоризации (Л. С. Выготский и А. Р. Лурия).